# Elly Jaffé-Freem
Elly Jaffé-Freem (Amsterdam, 12 mei 1920 – aldaar, 16 november 2003) was een Nederlandse romaniste en literair critica. 

## Leven
Elly Freem studeerde Frans aan de UvA. In de Tweede Wereldoorlog kreeg ze een verhouding met Dick Binnendijk, haar vroegere leraar Nederlands aan het Vossius Gymnasium.
In de oorlogsjaren studeerde ze Frans, maar moest die studie afbreken omdat ze weigerde de loyaliteitsverklaring te tekenen. Daarna werkte ze als verkoopster in de boekhandel van A.A. Balkema in het Huis aan de Drie Grachten, een ontmoetingsplek van anti-Duitse literatoren onder wie Adriaan Morriën.
In 1946 maakte Willem Frederik Hermans haar het hof, maar na de eerste avond werd hij gedumpt. 'Om de teleurstelling te verwerken,' aldus Morriënbiograaf Rob Molin, 'vervloekte Hermans haar en schreef (...) het verhaal 'Dokter Klondyke'.' Daarin is de poliopatiënte Lily gebaseerd op Elly Freem. (het verhaal staat in Hermans' Moedwil en misverstand uit 1948).
Elly Freem trouwde in 1947 in Luzern met de kunsthistoricus Hans Jaffé, de latere adjunct-directeur van het Stedelijk Museum en directeur van het Joods Historisch Museum.

## Werk
Elly Jaffé-Freem geeft jarenlang les aan het Gemeentelijk Lyceum voor Meisjes in Amsterdam. Ze voltooit een proefschrift over de Nouveau roman in de literatuur en het kubisme in de schilderkunst, getiteld Alain Robbe-Grillet et la peinture cubiste (1966), met als promotor Sem Dresden. Daarnaast schrijft ze tussen 1962 en 1977 honderden recensies over Franse literatuur voor de Groene Amsterdammer.

## Nalatenschap
In 2000 brengt Elly Jaffé-Freem een deel van haar vermogen onder in de Dr. Elly Jaffé Stichting, die het Nederlandse taalgebied door middel van vertaalprijzen en vertaalstipendia wil ontsluiten voor Franse literatuur. De Dr. Elly Jaffé Prijs en het Dr. Elly Jaffé Stipendium worden sinds 2001 uitgereikt. Voor haar uitzonderlijke verdiensten voor de Franse letteren in Nederland wordt Elly Jaffé-Freem in 2001 verheven tot Officier des Arts et des Lettres (Frankrijk).